# Życzenie śmierci 5
Życzenie śmierci 5 (ang. Death Wish V: The Face of Death) – amerykański film sensacyjny z 1994. Jest to piąta i ostatnia część popularnego cyklu z Charlesem Bronsonem wcielającym się w rolę samotnego mściciela Paula Kerseya. Zdjęcia kręcono w Toronto.

## Fabuła
Paul Kersey jest już starszym panem wykładającym architekturę na uczelni. Po przeżytych tragediach próbuje na nowo ułożyć sobie życie. Poznaje projektantkę mody Olivię, którą zamierza poślubić. Jednak życie jego wybranki uprzykrza jej były partner i ojciec jej córki, miejscowy gangster Tommy O'Shea. Po tym gdy Olivia zostaje okaleczona, a następnie zamordowana przez ludzi Tommy'ego, Paul poprzysięga zemstę na oprawcach ukochanej. Wobec bezsilności wymiaru sprawiedliwości po raz kolejny wypowiada samotną walkę gangsterom.

## Obsada
- Charles Bronson – Paul Kersey
- Lesley-Anne Down – Olivia Regent
- Michael Parks – Tommy O'Shea
- Saul Rubinek – prokurator Tony Hoyle
- Miguel Sandoval – Hector Vasquez
- Robert Joy – Freddie "Flakes" Garrity
- Chuck Shamata – Sal Paconi
- Kevin Lund – Chuck Paconi
- Erica Fairfield – Chelsea Regent
- Kenneth Welsh – porucznik Mickey King
- Lisa Inouye – Janice Omori
- Claire Rankin – Maxine
- Sharolyn Sparrow – Dawn
- Jefferson Mappin – Albert "Big Al"
- Michael Dunston – Reg
- Sandro Limotta – Angel
- Scott Spidell – Frankie
- Tim MacMenamin – Mickey